# 카슨 양
카슨 양(楊家誠, 1960년 2월 27일 ~ )은 홍콩 출신의 사업가로 버밍엄 인터내셔널 홀딩스와 그랜드탑 홀딩스의 회장이자, 잉글랜드 프리미어리그의 버밍엄 시티 FC 구단주이다.
그가 소유한 버밍엄 인터내셔널 홀딩스는 케이맨 제도의 유니버설 에너지 자원 홀딩스와 유니버설 관리 컨설팅 유한 회사 등을 산하 기업으로 두고 있다.
2005년 ~ 2006년에는 홍콩 레인저스의 회장이었으며, 2007년 잉글랜드 프리미어리그의 버밍엄 시티 FC를 인수하려 했으나 실패하였다.
2009년 10월 15일 다시 버밍엄 시티 FC 인수에 도전해 그랜드탑 홀딩스가 지분 94%를 인수해 카슨 양이 구단주가 되었고, 이후 팀 강화를 위해 4,000억 파운드의 투자를 약속하였다.
버밍엄 시티는 2007-08시즌에 풋볼 리그 챔피언십으로 강등되었으나, 2008-09시즌에 풋볼 리그 챔피언십에서 2위를 차지하여, 한 시즌만에 프리미어리그에 복귀하였다.

## 같이 보기
- 버밍엄 시티 FC